# 肯贊·拉姆
肯贊·拉姆（Kinzang Lhamo，1998年6月15日—）是一名不丹女子田徑運動員。

## 運動生涯
拉姆專攻於超級馬拉松項目。她曾在2022年的雪人賽中獲得第二名，這是一項在布姆唐宗查姆卡爾（Chamkhar）舉行的五天超級馬拉松賽事，橫跨喜馬拉雅山脈。同年，她在不丹帕羅的加冕馬拉松比賽中獲得第二名。
2023年，拉姆贏得不丹國際馬拉松賽的冠軍。翌年，她在普納卡舉行的第10屆不丹國際馬拉松賽中蟬聯冠軍，並創下3時26分的個人最佳成績。
2024年，她獲得了代表不丹參加2024年夏季奧林匹克運動會馬拉松比賽的通用名額。這是她第一次在不丹以外的地方比賽。為了準備這次比賽，拉姆在不丹業餘田徑聯盟的協助下，在廷布進行訓練。她以3時52分59秒的成績完成馬拉松比賽，排名第80位，也是最後一名。

## 個人生活
來自塔希岡的拉姆是不丹皇家軍隊的一名軍人，駐守在不丹西部的哈阿宗。